# انتقال توان الکتریکی بر بستر کابل شبکه

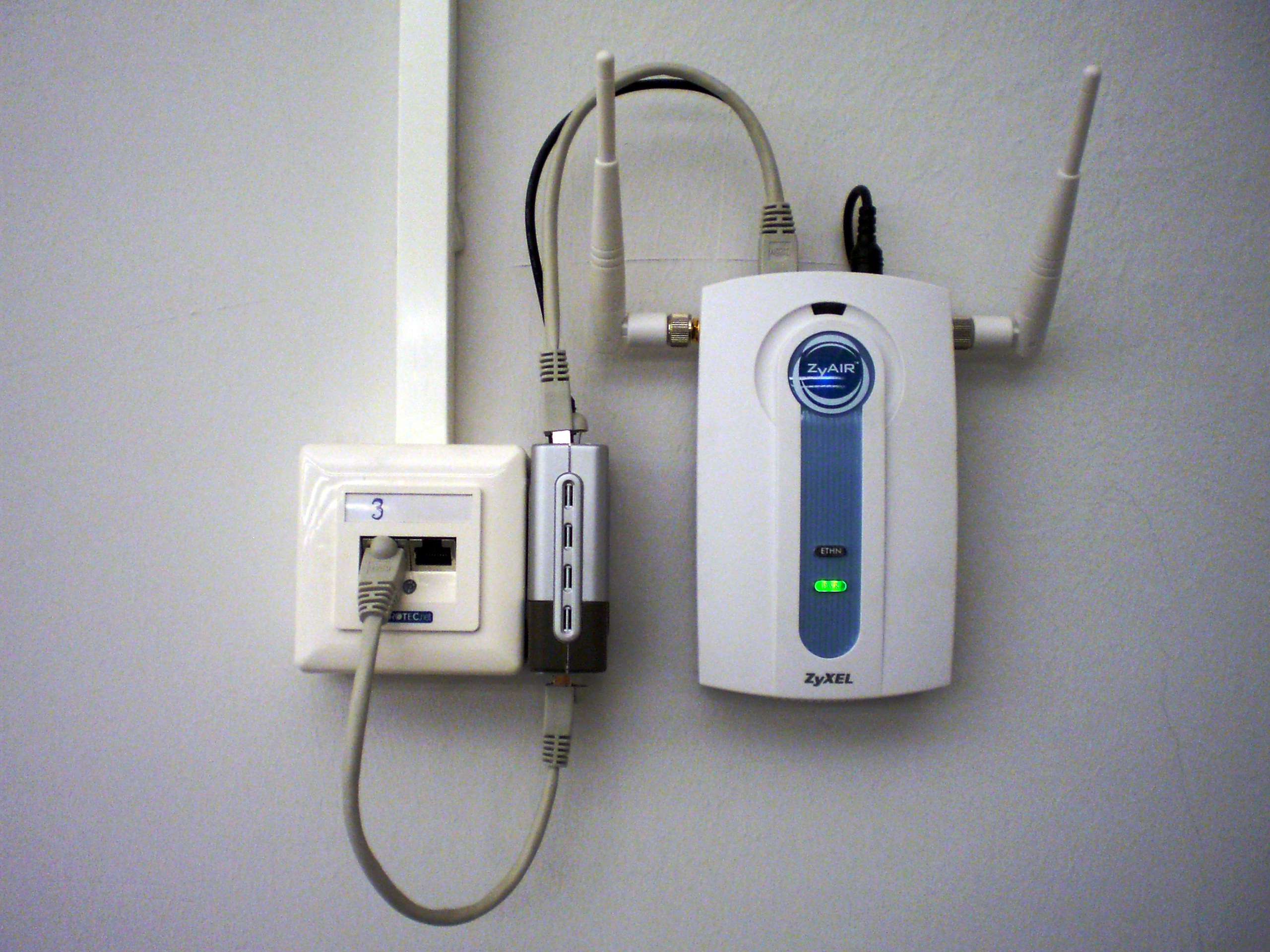
استفاده از poe در مودم zyxel

انتقال توان الکتریکی بر بستر کابل شبکه (power over ethernet: PoE) به کابل‌های شبکه این قابلیت را می‌دهد که بتوانند همانند کابل‌های برق عمل کنند و توان مورد نیاز وسیله را تأمین نمایند. به‌عنوان‌مثال اگر بخواهید یک دوربین مداربسته تحت شبکه را با یک کابل شبکه (بدون کابل کشی برق) در خارج ساختمان نصب و راه‌اندازی نمایید نیازمند PoE هستید.
فناوری PoE سبب می‌شود که کابل‌های شبکه معمولی به‌عنوان سیم‌های برق عمل کنند. در یک شبکه که PoE وجود دارد جریان الکتریکی مستقیم (DC) در کنار ترافیک داده شبکه اترنت از کابل عبور می‌کند. با اتصال وسایل دارای قابلیت PoE به UPS با قطع برق تجهیزات متصل شده خاموش نمی‌شوند. بسیاری از دستگاه‌های PoE از استانداردهای IEEE 802.3af یا 802.3at پشتیبانی می‌کنند.
روش‌های متعددی برای ارسال داده بر بستر کابل شبکه اترنت وجود دارد که سه تای آن‌ها از سال ۲۰۰۳ به وسیله IEEE802.3 استانداردسازی شده‌است.
در استانداردهای IEEE این استانداردها به نام alternative A, alternative B, 4PPoE معروف هستند.
در alternative B هادی‌های انتقال توان و داده مجزا هستند برای انتقال داده در 10BASE-T و 100BASE-TX از آنجا که تنها دو جفت از چهار جفت سیم مورد نیاز است، لذا توان الکتریکی از طریق جفت سیم‌های بدون استفاده در یک کابل انتقال داده می‌شود که در نهایت عیب‌یابی را هم ساده‌تر می‌کند. در این حالت از همه سیم‌های یک کابل CAT5 معمولی استفاده می‌شود. بر روی پین‌های ۴ و ۵ ولتاژ مثبت و پین‌های ۷ و ۸ ولتاژ منفی جریان می‌یابد.
در alternative A توان الکتریکی از طریق سیم‌های داده با اعمال یک ولتاژ مد مشترک به هر زوج سیم، انتقال داده شود. این موضوع شبیه روش Phantom Power است که برای تغذیه میکروفن‌های صوتی به کار برده می‌شود. از آنجاکه هر زوج سیم پیچیده شده اترنت از سیگنال‌دهی دیفرانسیلی استفاده می‌کند، لذا انتقال توان با ارسال داده، تداخلی ایجاد نمی‌کند. ولتاژ مد مشترک به سادگی از هسته مرکزی مبدل پالس اترنت استاندارد، خارج می‌شود.
4PPOE با استفاده از هر چهار جفت سیم زوج به هم تابیده توان را تأمین می‌کند.
علاوه بر استانداردسازی کارهای موجود برای جفت-جدا و ارسال توان زوج مد مشترک، استانداردهای POE مربوط به IEEE برای سیگنال‌دهی میان تجهیزات تغذیه توان (PSE) و دستگاه تغذیه شده (PD) ارائه می‌شوند.
این سیگنال دهی اجازه می‌دهد که دستگاه سازگار توسط منبع توان شناسایی شود. همچنین این دستگاه و منبع می‌توانند از طریق ارتباط با یکدیگر توان مورد نیاز برای کار را تعیین نمایند.
استاندارد اولیه IEEE برای POE (802.3af-2003) نحوه توزیع 15.4W توان DC را به‌وسیله هر پورت سوئیچ به هر دستگاه و تا حداکثر فاصله ۱۰ متر روی کابل اترنت Category 3, 5, 5e, 6 مشخص می‌نمود. استاندارد، توان الکتریکی 15.4W را به‌عنوان حداکثر تعیین می‌کند اما این توان به هنگام رسیدن به دستگاه‌ها فقط 12.95W خواهد بود، زیرا توان الکتریکی در طول کابل تضعیف می‌شود. این تضعیف بر کیفیت شبکه در لینک‌های اترنت 10/100/1000 Mbps دستگاه‌ها تأثیر نمی‌گذارد.
در طول زمان دستگاه‌های جدیدتر به توان الکتریکی بالاتری احتیاج داشتند، به همین دلیل در سال ۲۰۰۹، یک استاندارد جدید به نام POE+ (IEEE 802.3at) ایجاد شد که توان حداکثر را به 30W رساند و از این مقدار 25.5W به دستگاه‌ها می‌رسید.
آخرین استاندارد، 802.3bt، که به ++PPOE یا 4PPOE معروف است توان حداکثر را در سوئیچ مبدأ به 90W می‌رساند که 71.3W آن به دستگاه می‌رسد.